# Ernst Emil Alexander Back
Ernst Emil Alexander Back, nemški fizik, * 21. oktober, 1881, Freiburg, Baden Württemberg, Nemško cesarstvo, † 20. junij 1959, München, Nemčija.

## Življenje
Back je v Strasbourgu obiskoval šolo do leta 1900. Od leta 1902 do 1906 je študiral pravo v Strasbourgu, Münchnu in Berlinu. Pravo je zapustil in se posvetil študiju fizike v Tübingenu. Doktoriral je z delom na pojavu, ki je pozneje postal znan kot Paschen-Backov pojav. Med letoma 1914 in 1918 je služil v 1. svetovni vojni. Po vojni je vodil laboratorij v Frankfurtu. V času od 1926 do 1927 je sodeloval z ameriškim fizikom Samuelom Abrahamom Goudsmitom (1902 – 1978) pri meritvah spina elektrona in raziskavah Zeemanovega pojava.
Po njem so leta 1976 imenovali krater Back na Luni.
1. 1 2  data.bnf.fr: platforma za odprte podatke — 2011.
2. 1 2  SNAC — 2010.